# Acacia saccharata
Acacia saccharata é uma espécie de leguminosa do gênero Acacia, pertencente à família Fabaceae.